# Cordycepioideus
Genre
Taxons de rang inférieur
- Voir le texte

Cordycepioideus est un genre de champignons (Fungi) ascomycètes de la famille des Ophiocordycipitaceae et de l'ordre des Hypocreales. Il comprend des espèces pathogènes des termites au Kenya.

## Liste des genres
Selon NCBI (14 mai 2014) :
- genre Ophiocordyceps